# Irina Wanka
Irina Wanka, née le 28 juin 1961 à Munich, est une actrice et actrice de doublage austro-allemande.

## Biographie et carrière
Fille de Rolf Wanka, Irina a été choisie à l'âge de sept ans par Luchino Visconti pour son film Les Damnés. Elle se fait connaître d’un plus large public à travers la série autrichienne Familie Merian.
Après avoir terminé ses études d'actrice, elle joue dans des films et séries télévisées tels Les Alsaciens ou les Deux Mathilde (film), Derrick , Tatort, SOKO (séries).
Irina Wanka prête également sa voix, comme actrice de doublage, à Charlotte Gainsbourg, Sophie Marceau, Valérie Kaprisky, Melissa Gilbert, Natalie Wood.
Elle est présidente de l’Interessenverbandes Deutscher Schauspieler e.v.(Association des acteurs allemands).
Elle est mariée et a deux enfants, sa fille Rosalie est danseuse et chorégraphe.

## Filmographie (sélection)
- 1974 : Der Kommissar – Domanns Mörder : Irmie Faber
- 1975 : Tatort: Die Abrechnung : Angela Stürznickel
- 1980 : Derrick : La seconde mortelle (Tödliche Sekunden) : Marianne Schieder
- 1980-1993 : Familie Merian (36 épisodes) : Claudia Merian
- 1981 : Derrick : L'heure du crime (Die Stunde der Mörder) : Inge Korda
- 1982 : Derrick: L'imprudence (Ein Fall für Harry) : Herta Klinger
- 1983 : Tatort : Mord ist kein Geschäft : Ann
- 1983 : Le Renard: Service entre amis (Freundschaftsdienst) : Agnes Bertram
- 1985 : Derrick : L'homme d'Antibes (Der Mann aus Antibes) : Irene Maurer
- 1985 : Derrick : L'imagination d'Helga (Das tödliche Schweigen) : Helga Södern
- 1988 : Derrick : La voix (De Stimme) : Anita Drehwitz
- 1989 : Soko brigade des stups (SOKO 5113): Der grosse Bruder : Anneliese
- 1991 : Derrick : Une affaire banale (Das Penthaus) : Sophie Schlüter
- 1992 : Soko brigade des stups (SOKO 5113): Für ein Gramm Heroin : Rita
- 1993: Soko brigade des stups (SOKO 5113): Waldesruh : Rita
- 1996:  Les Alsaciens ou les deux Mathilde de Michel Favart : Friederike Wismar-Marbach
- 1997: Derrick : Justice aveugle (Verlorener Platz) : Herta Lenau
- 1998: Le Renard : Un coupable idéal (Der Mann, der sich Bob nannte) : Jutta Herwig
- 2003 : Soko brigade des stups (SOKO 5113) : Das letzte Wort : Irene Buhnke
- 2004-2006: Schlosshotel Orth (29 épisodes) : Tanja Prinz
- 2006 : Klimt de Raoul Ruiz  : Berta Zuckerkandl
- 2007 :  Soko brigade des stups (SOKO 5113) - Der fremde Freund : Pr. Papst
- 2010 : Soko brigade des stups (SOKO 5113) - Ausgebrannt (partie 1) : Marion Kaufmann
- 2010 : Soko brigade des stups (SOKO 5113) - Ausgebrannt (partie 2) : Marion Kaufmann
- 2010 : Soko brigade des stups (SOKO 5113) - Im Schatten des Todes : Mme Kaufmann
- 2014 : Soko brigade des stups (SOKO 5113) - Das projekt : Magda Menk
- 2017 : Crash Test Aglaé d'Éric Gravel : Sigrun

## Actrice de doublage

### Films
- 1980 : La boum : Vic (Sophie Marceau)
- 1982 : La boum 2 : Vic (Sophie Marceau)
- 1984 : L’histoire sans fin : L'impératrice Fantasia (Tami Stronach)
- 1985 : L'effrontée : Charlotte Castang (Charlotte Gainsbourg)
- 1994 : Entretien avec un vampire : Yvette (Thandie Newton)
- 1997 :  U-Turn : Grace McKenna (Jennifer Lopez)
- 1999 : Eyes wide shut : Alice Harford (Nicole Kidman)
- 1999 : Guns 1748 : Lady Rebecca Gibson (Liv Tyler)
- 1999 : Le célibataire : Anne Arden (Renée Zellweger)
- 2009 : LOL (Laughing Out Loud) : Anne (Sophie Marceau)
- 2009 : Antichrist : Elle (Charlotte Gainsbourg)
- 2011 : Melancholia : Claire (Charlotte Gainsbourg)
- 2014 : Une rencontre : Elsa (Sophie Marceau)
- 2017 : Le bonhomme de neige : Rakel (Charlotte Gainsbourg)

### Séries
- 1976–1985 : La Petite Maison dans la prairie : Laura Ingalls (Melissa Gilbert)
- 1984–1985 : Robin of Sherwood : Lady Marion (Judi Trott)
- 1996–2000 : La vie à cinq : Julia Salinger (Neve Campbell)
- 1998 : Sailor moon : Sailor Star Healer/ Yaten Ko  (Chika Sakamoto)
- Depuis 2004 : Affaires non classées : Dr. Nikki Alexander (Emilia Fox)